# Exoprosopa bengalensis
Exoprosopa bengalensis är en tvåvingeart som beskrevs av Macquart 1840. Exoprosopa bengalensis ingår i släktet Exoprosopa och familjen svävflugor. Inga underarter finns listade i Catalogue of Life.